# Lincoln Financial Field
Lincoln Financial Field, även kallad The Linc, är en arena belägen i södra Philadelphia, Pennsylvania i USA och hemmaplan för NFL-laget Philadelphia Eagles och MLS-laget Philadelphia Union med plats för 69 176 sittande åskådare.
Arenan byggdes av Turner Construction i anslutning till Philadelphia Eagles tidigare hemmaplan, Veterans Stadium. Den 7 maj 2001 togs det första spadtaget och den 3 augusti 2003 stod arenan färdig till en kostnad av 512 miljoner amerikanska dollar (656 miljoner i 2015 års penningvärde). I samband med invigningen av arenan spelades en vänskapsmatch i fotboll mellan Manchester United och FC Barcelona, som slutade 3–1. Arenan är en del av South Philadelphia Sports Complex som bland annat omfattar inomhusarenan Wells Fargo Center som är hemmaplan för NHL-laget Philadelphia Flyers och NBA-laget Philadelphia 76ers.
Namnrättigheterna till arenan såldes till Lincoln Financial Group i juni 2002 till ett värde av 139,1 miljoner dollar och omfattade de 21 kommande åren.

## Finansiering
Arenan beräknade att kosta 512 miljoner dollar varav 362 miljoner för arenan, 70 miljoner för markförvärv och 80 miljoner för arkitekt- och konslutarvoden. Finansieringen av byggnationen av arenan kom från olika håll, 332 miljoner dollar från privata företag, 180 miljoner från ett lån genom Fleetboston Financial, 125 miljoner från ett lån genom stiftelsen NFL Stadiums och konfederationen Pennsylvania och Philadelphia stad bidrog med 180 miljoner tillsammans.

## Faciliteter
Arenan har plats för 69 176 sittande åskådare och av dem är det 3 040 som är belägna i sviter, totalt finns det 172 stycken lyxsviter på arenan. Arenan har förutom platserna i lyxsviterna även 10 828 stycken så kallade "klubbplatser". Genom klubbplatserna får man tillgång till två stycken stora lounger (sällskapsrum) där man innan och under matchen blir serverad mat och dryck. Stolarna på klubbplatserna är även vadderade vilket skall ge en bekvämare upplevelse.
Under 2013–2014 genomförde arenan en viss renovering och uppgradering som kostade cirka 125 miljoner dollar. Man installerade wi-fi som täcker hela arenan, köpte in två stycken stora HD-skärmar, uppgradera ljudsystemet, utökade antal sittplatser samt byggde två stycken broar som sammanfogar arenans övre delar med varandra.

## Förbindelser till arenan

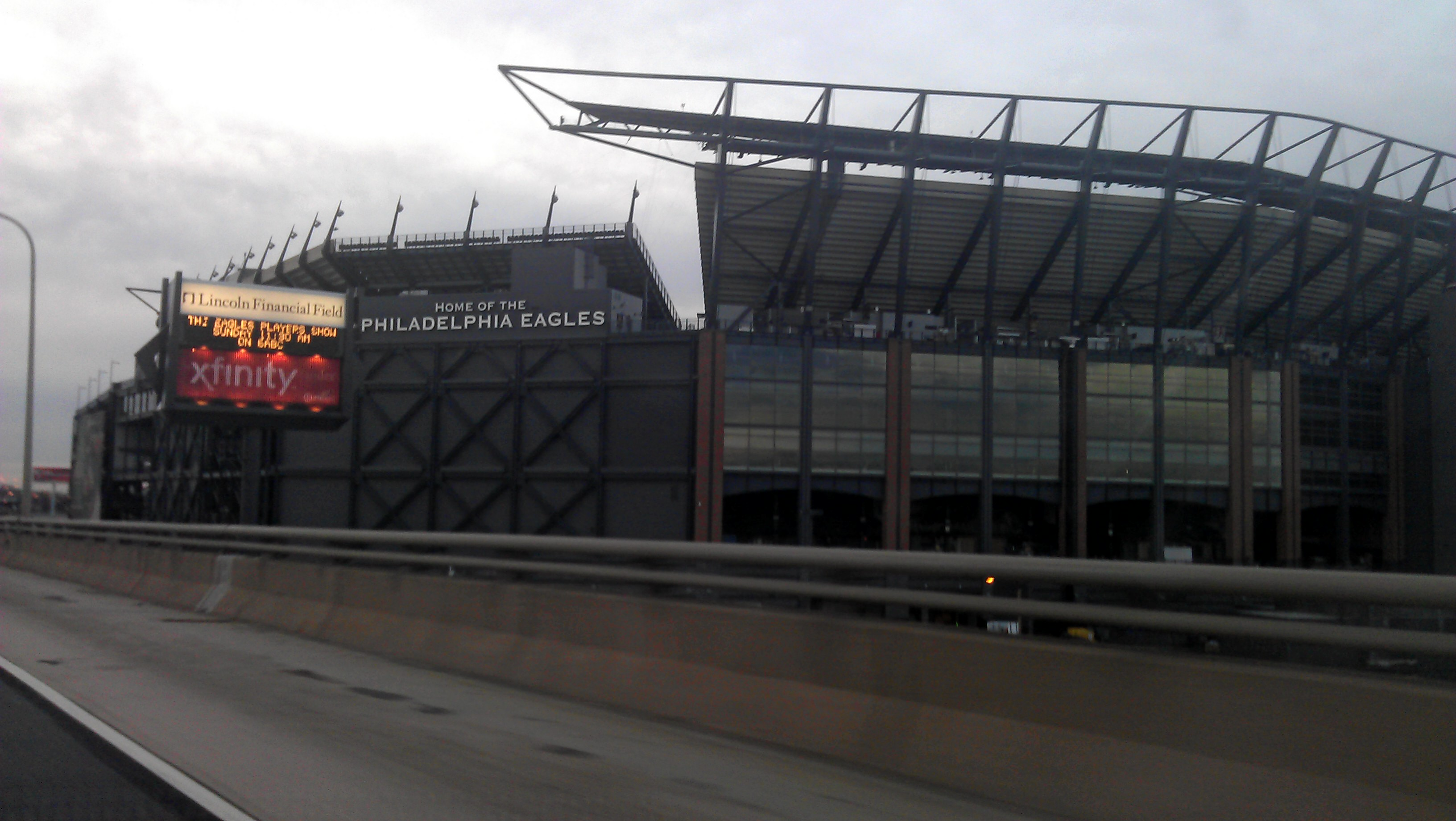
Lincoln Financial Field sedd från I-95

Arenan är belägen i södra Philadelphia och ligger på Pattison Avenue strax intill motorvägen I-95 och har flera stora parkeringsytor.
Med kollektivtrafik tar man sig enklast till arenan med tunnelbana och linjen Broad Street Line till ändhållplatsen AT&T som är belägen intill arenan.